# Lee Jong-uk
Lee Jong-uk (kor. 이종욱; * 26. Januar 1999) ist ein südkoreanischer Fußballspieler.

## Karriere
Lee Jong-uk erlernte das Fußballspielen in den Schulmannschaften der Anyang Elementary School, Chung-Ang University Middle School und der Daeshin High School, in der Jugendmannschaften des Daeshin FC sowie in der Universitätsmannschaft der Korea University. Seinen ersten Profivertrag unterschrieb er 2020 bei Incheon United. Das Fußballfranchise aus Incheon spielte in der ersten Liga, der K League 1. Sein Profidebüt gab er am 5. Juni 2020 im Heimspiel gegen den Gangwon FC. Hier stand er in der Startelf und wurde in der 24. Minute gegen Song Shi-woo ausgewechselt.